# Бетлехем (Западна Вирџинија)
Бетлехем (енгл. Bethlehem) град је у америчкој савезној држави Западна Вирџинија.

## Демографија
По попису из 2010. године број становника је 2.499, што је 152 (-5,7%) становника мање него 2000. године.
| Група             | 2000.         | 2010.         |
| Белци             | 2.553 (96,3%) | 2.388 (95,6%) |
| Афроамериканци    | 31 (1,2%)     | 28 (1,1%)     |
| Азијати           | 43 (1,6%)     | 37 (1,5%)     |
| Хиспаноамериканци | 10 (0,4%)     | 13 (0,5%)     |
| Укупно            | 2.651         | 2.499         |